# Parque nacional de Nokrek
El Parque Nacional de Nokrek o Reserva de Biosfera de Nokrek, es un parque nacional localizado a 2 kilómetros del Pico de Tura en el distrito de West Garo Hills, en el estado de Meghalaya, en India.
Esta es la primera reserva de biosfera de su clase en la región del noreste. Las colinas Garo contienen muchas cuevas de caliza. La famosa cueva de Siju está localizada muy cerca del lago Nophak, cerca del bosque nacional del río Simsang. La cueva está llena del agua.
Los suelos en la reserva son ricos en la materia orgánica y nitrógeno, pero deficientes en fosfato y potasa. El área consiste en la comprensión de roca desigual sedimentaria de guijarro, piedra y pizarras carbonosas.

## Flora y fauna
Hay una enorme gama de plantas y animales en el parque, incluyendo el gato de pesca, el serow, el tigre, el gato leopardo, el elefante indio o asiático, el búfalo indio.
Entre las especies de aves encontramos: buitre bengalí, sibia gris y buitre hindú.

## Información del parque

### Actividades
La mejor época para visitar el parque es entre los meses de octubre y mayo. Para el ingreso coordinar con el jefe del parque que está en Shillong.

### Acceso
- Por avión: Desde el aeropuerto de Guwahati (Assam) a 210km.
- Por tren: La estación más cercana está en Guwahati.
- Por carretera: Por el camino desde Nearest Town a Williamnagar, 60km.

## Galería de imágenes

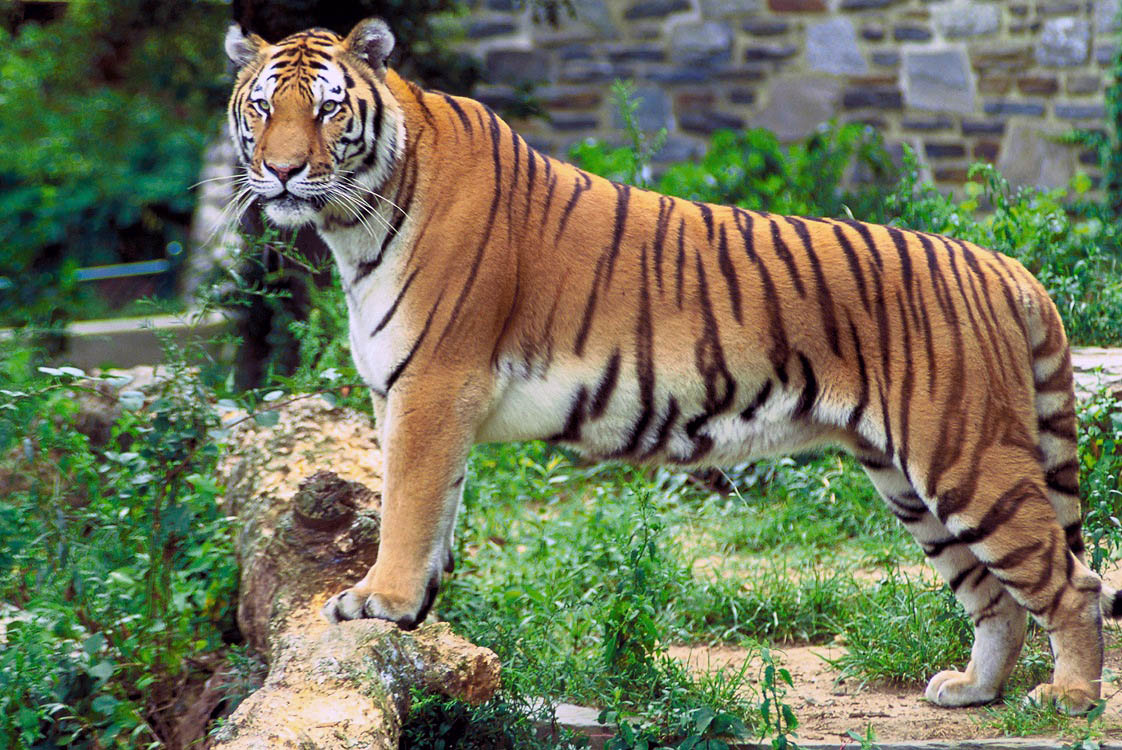
Tigre
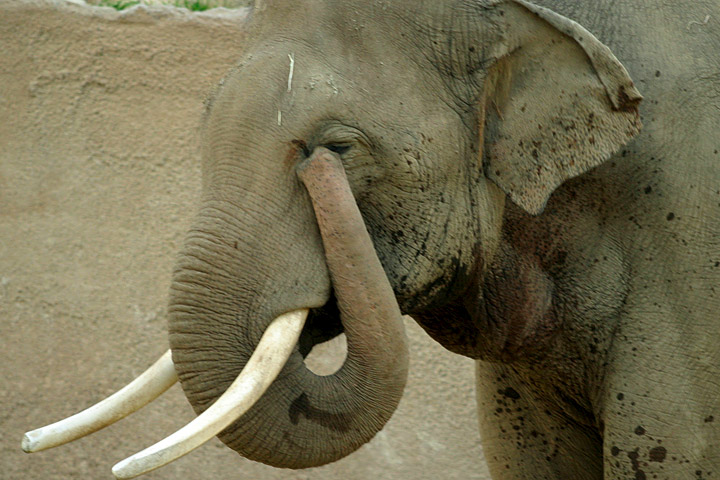
Elefante
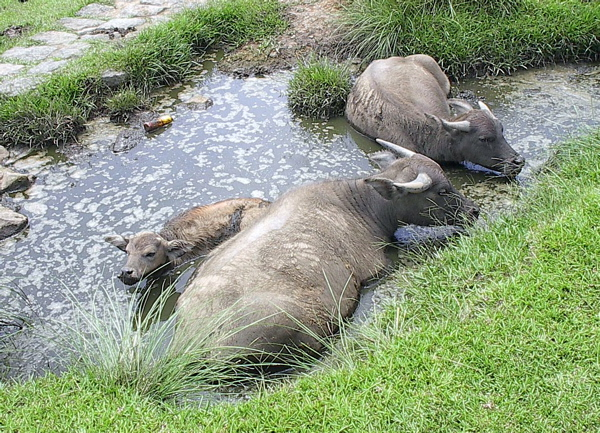
Bisonte

## Enlaces de interés
- Datos: Q3174875
- Multimedia: Nokrek National Park / Q3174875